# Конрад Росс
Конрад0 Росс (ісп. Conrado Ross, 8 серпня 1908, Монтевідео — 27 жовтня 1970, Сан-Паулу), відомий у Європі як Конрад Росс — уругвайський футболіст, що грав на позиції нападника. Також футбольний тренер.

## Ігрова кар'єра
У першій половині 1920-х грав у Бразилії, зокрема за команду «Португеза Деспортос», після чого перебрався до Європи. 
Протягом 1926 року захищав кольори французького «Клуб Франсе».
У першій половині 1930-х грав у Швейцарії за «Уранію» (Женева) та за французький «Сошо».

## Кар'єра тренера
Перший досвід тренерської роботи отримав 1932 року, граючи за «Уранію». 
Згодом також був граючим тренером у «Сошо» протягом 1934–1935 років, згодом зосередився на тренерській роботі і працював із «Сошо» до 1939. Двічі, у 1935 і 1937 роках, приводив команду до перемоги у першості Франції.
З початком Другої світової війни повернувся до Південної Америки, де 1940 року став головним тренером «Португеза Деспортос», а протягом 1942–1943 років тренував «Сан-Паулу».
Надалі тренував ще низку бразильських клубних команд.
Помер 27 жовтня 1970 року на 63-му році життя у Сан-Паулу.

## Титули і досягнення
- Чемпіон Франції (2):

«Сошо»: 1935, 1937
- Володар Кубка Франції (1):

«Сошо»: 1937
- Володар Кубка Швейцарії (1):

«Уранія» (Женева): 1929